# جزر آرو

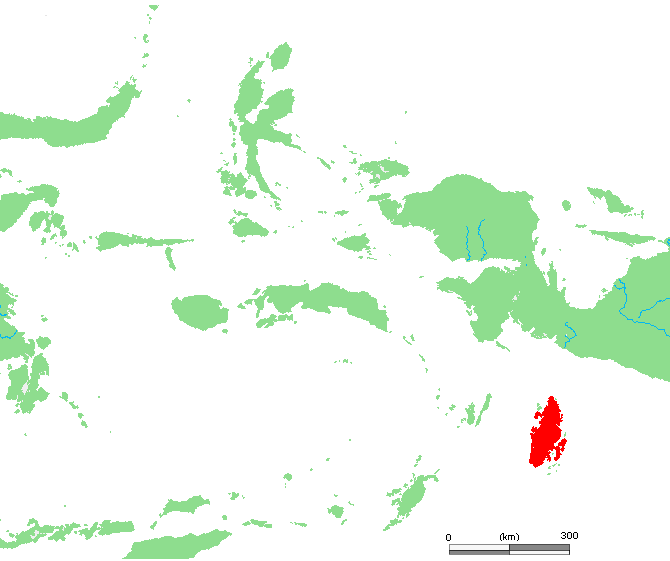
جزر آرو باللون الأحمر ضمن جزر الملوك

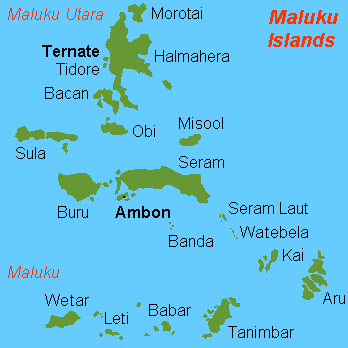
جزر آرو ضمن جزر الملوك

جزر آرو وهي مجموعة مكونة من 95 جزيرة جنوب شرق إندونيسيا ضمن جزر الملوك وتتبع مقاطعة مالوكو.

## الجغرافية
تقع الجزر في أقصى شرق مقاطعة مالوكو، وتقع في بحر آرافورا جنوب غينيا الجديدة وشمال أستراليا. المساحة الكلية للجزر هي 8563 كيلومتراً مربعاً (3306 ميلاً مربعاً).
أكبر جزيرة تاناهبيسار (وتعني تاناه الكبرى وتسمى أيضا ووكام). تقع دوبو على جزيرة وومار، قبالة جزيرة ووكام، وهي الميناء الرئيسي للجزر.
الجزر الرئيسية الأخرى هي جزر كولا وكوبرور وميكور وترانيغان.